# Accara
Accara é um género botânico, recente, da família das mirtáceas, criado por Leslie Landrum para incluir propositadamente a espécie antes designada como Myrtus elegans, actualmente designada como Accara elegans e que constitui a única espécie deste grupo taxonómico. Landrum decidiu criar o género já que considerou que a planta, da subtribo Myrtinae não podia inscrever-se, pelas suas características (especialmente a nível da semente e da estrutura embrionária), em nenhum dos géneros existentes, nem no género Psidium, onde também era inscrita segundo alguns autores. O nome da espécie deriva de um anagrama de Caraça, localidade brasileira onde foram colectados alguns espécimes para estudo, de forma a ficar semelhante a Acca, outro género das sapindáceas. A planta mede cerca de 1 a 2 metros de altura.

## Sinonímia botânica
A espécie tem, ainda, sido designada como:
- Myrtus elegans
- Psidium elegans
- Myrtus strictophylla
- Psidium strictophyllum